# Хексахидроканабинол
Хексахидроканабинолът (HHC) е химично съединение, получено при обработката на екстракт от канабидиол, обикновено извлечен от коноп с ниско съдържание на тетрахидроканабинол. Този екстракт първо се превръща в смес от Δ8-THC и Δ9-THC и след това чрез каталитично хидрогениране сместа от THC изомери се превръща в крайния HHC продукт. Това е първият полусинтетичен канабиноид, известен в Европейския съюз.
Към 2023 г. фармакологичните свойства на хексахидроканабинола не са достатъчно изследвани. Счита се, че въздейства върху централната нервна система, храносмилателната система, мастната тъкан и черния дроб. Дългосрочните ефекти не са ясни, но от редица случаи и от информацията за другите синтетични канабиноиди може да се заключи, че хексахидроканабинолът също крие по-висок риск от развиване на психози.
Има два изомера – 9α-HHC и 9β-HHC, и два енантиомера – (+)-HHC и (−)-HHC.